# Waller (U-Boot)
Die HMAS Waller (SSG 75) ist das dritte gebaute U-Boot der australischen Collins-Klasse.
Das Schiff trägt den Namen des australischen Kapitäns Hector Waller. Waller fiel 1942 während der Schlacht in der Sundastraße.
Das U-Boot wurde 1992 in Osborne bei Adelaide auf Kiel gelegt und 1999 in Dienst gestellt.
2008 nahm die Waller an der Übung RIMPAC teil und versenkte beim ersten Test der CBASS-Version des Mark-48-Schwergewichtstorpedos den 2004 außer Dienst gestellten US-Zerstörer Fletcher.